# 黄金德
黄金德是一名生于美國旧金山的華人，籍貫廣東台山，各种来源表明他有可能是出生于1873年、1871年或1868年。他的父亲黄四平（Wong Si Ping，音译）和母亲李薇（Wee Lee，音译）都是来自中国的移民，而二人皆非美国公民:74:51。黄金德在旧金山做厨师。

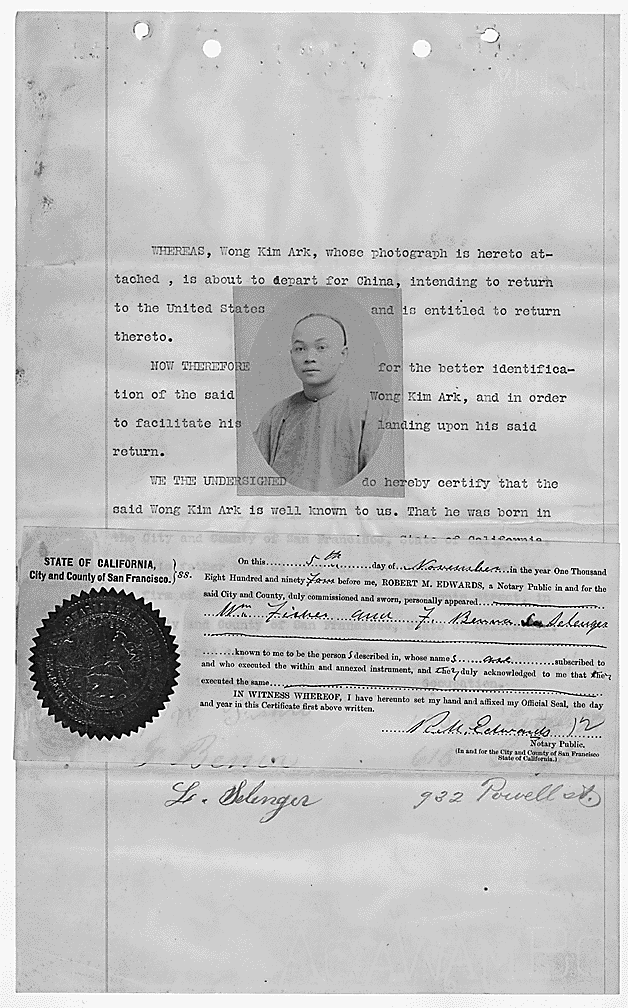
1894年黄金德的宣誓证词

1890年，黄金德到中国探亲，并于同年7月回美国，由於他的美国身份在當時没有受到质疑，所以一路平安无事。1894年11月，他再次搭船临时前往中国，但到了次年8月回国时，他被旧金山港的移民局人员拒绝入境并予以拘留。移民局人员认为黄金德虽然出生在美国境内，但由于他的父母都是中国人，所以他也应该是中国而非美国公民，根据美国排华法案无权入境。
在中华公所法律代表的帮助下:67，黄金德对拒绝承认他生来就是美国公民的人提出挑战，并向美国联邦地区法院发起人身保护令的呈请。美国最高法院最终于1898年审理了他的案件，正式名称为 美国诉黄金德案（United States v. Wong Kim Ark）。根据《宪法》第十四条修正案，“所有在美国出生或归化并受其管辖的人”都被授予公民身份，法院必须裁定黄金德作为出生在美国的中国移民子女，是否拥有与生俱来的公民身份。
最高法院做出了有利于黄的裁决，指出他确实因出生而成为美国公民。法院的裁决确立了与生俱来的公民权原则，确认任何在美国领土上出生的人，无论其父母的移民身份或国籍如何，都自动成为美国公民。尽管最高法院在1889年的柴禅平诉合众国案曾裁决支持排华法案，黄氏案的判决对美国移民和公民权法律的形成起到了关键作用。这是向移民权利平等化迈出的重要一步，并强化了在美国土地上出生即获得公民身份的基本原则。
最高法院做出裁决后，黄金德继续过着私人生活。虽然他的案件产生了持久的影响，但他仍然相对默默无闻，直到20世纪后期及21世纪，他的故事作为“美国梦”和“出生公民权”重要性的象征得到更多认可。1931年，黄金德回到中国，据信于1930年代或1940年代在中国逝世。 作为最高法院一个具有里程碑意义的案件中的核心人物，他留下了一笔历史遗产，该案巩固了美国公民出生地原则。